# Campeonato Dominicano de Voleibol Masculino
O Campeonato Dominicano de Voleibol Masculino — Série A  é a principal competição de clubes de voleibol masculino da República Dominicana. Trata-se de uma das principais ligas nacionais da América Central. O torneio é organizado pela Federação Dominicana de Voleibol (FEDOVOLI), chamada de Liga Superior de Voleibol ou Copa Ciudad de Santo Domingo ou Torneio Superior de Voleibol do Distrito Nacional.

## Edição atual
Equipes que disputarão a temporada 2010:

## História
O primeiro clube campeão foi o San Antón cujo título ocorreu na primeira edição em 1975